# Henri Arnaudeau
Pour les articles homonymes, voir Arnaudeau.
Henri Arnaudeau, né le 23 avril 1922 à Bordeaux et mort le 23 octobre 1987 à Saint-Dizier, est un joueur de football international français qui a évolué au poste de demi ou d'inter.

## Biographie
Il est formé aux Girondins de Bordeaux, club avec lequel il remporte la Coupe de France en 1941. 
Il quitte les Girondins en 1949 pour rejoindre le Stade français puis le RC Paris. 
Ce milieu de terrain, excellent technicien [réf. souhaitée], compte six sélections pour un but en équipe de France A entre 1942 et 1951. 

## Carrière
- 1940-1949 :  Girondins de Bordeaux
- 1949-1950 :  Stade français-Red Star
- 1950-1951 :  Stade français
- 1951-1953 :  RC Paris
- 1953-1954 :  Girondins de Bordeaux
- 1954-1955 :  RC Paris[2]

## Palmarès
- 6 sélections et 1 but en équipe de France entre 1942 et 1951
- Vainqueur de la Coupe de France en 1941 avec Bordeaux
- Meilleur buteur de la Division 2 en 1948 avec Bordeaux (28 buts d'inscrits)